# Intertítol
En el llenguatge cinematogràfic, un intertítol és un text filmat. Es parla igualment de «cartró» en referència al suport del text que es filmava als començaments del cinema.

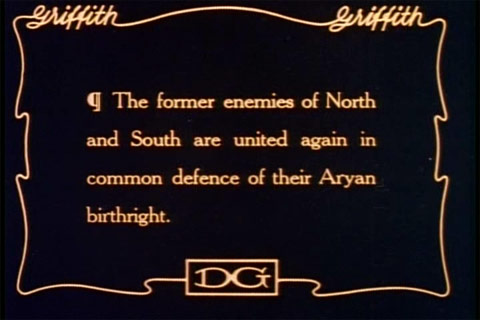
Cartró extret de El naixement d'una nació de D.W. Griffith

L'intertítol té per objectiu complementar la informació respecte a la imatge. En el cinema mut, és freqüentment utilitzat per transcriure els diàlegs. Aquest ús va desaparèixer progressivament amb l'aparició del cinema sonor. Després es va fer servir per donar indicacions espacials o temporals (ex.: «Londres, 1871» o « 20 anys més tard... »).

Els intertítols eren molt poc apreciats per certs realitzadors de l'època del cinema mut que hi veien un artifici inútil, i pensaven que la imatge havia de ser suficient. Així, F. W. Murnau declarava: 
| « | La pel·lícula ideal no té necessitat de text. | » |

Der Letzte Mann , 1924, no porta cap cartró. Com ell, nombrosos directors prefereixen destil·lar les informacions per la imatge; els panells indicadors o els diaris reemplacen els subtítols.

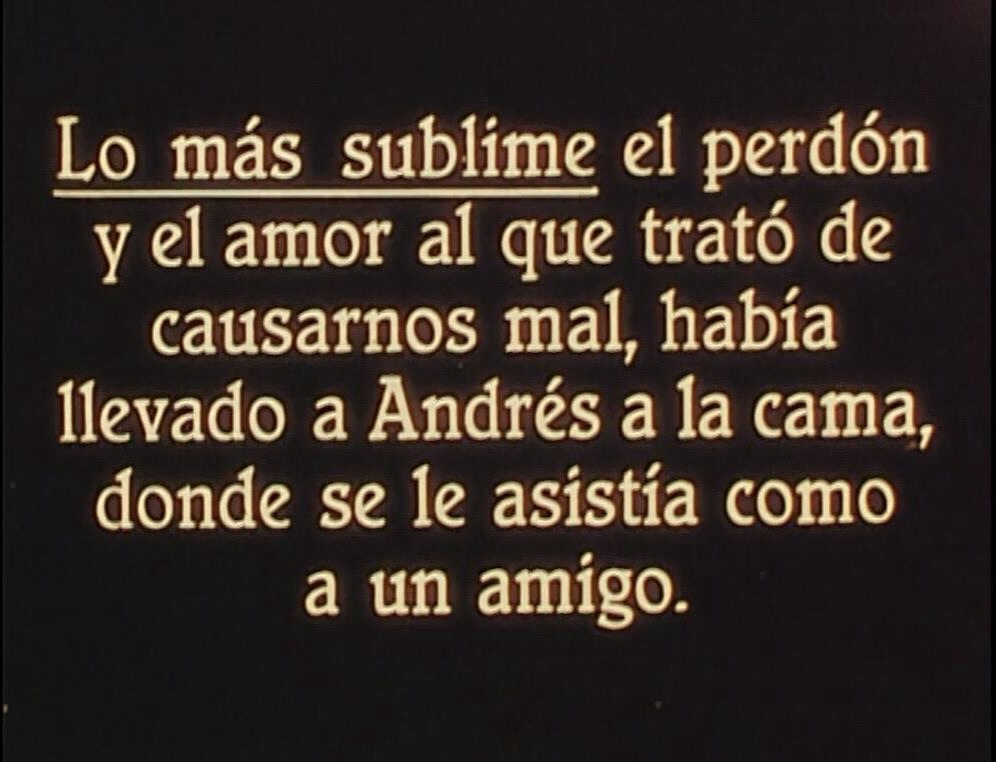
Intertítol del film Lo más sublime d'Enric Ponsà, rodat el 1927, amb imatges inèdites de la Costa Brava

La necessitat dels subtítols va desaparèixer amb l'adveniment del cinema sonor, l'ús dels cartrons esdevé aleshores una tria artística.

Els intertítol més cèlebres del cinema modern són probablement els de la sèrie Star Wars que han estat caricaturitzat nombroses vegades. Cadascuna de les pel·lícules de la sèrie comença per un llarg text desenrotllant-se en perspectiva i detallant el context de la pel·lícula. El text que desenrotlla és precedit d'un altre intertítol sobre fons blau, el mateix per a tota la sèrie, que és un dels més coneguts del cinema: 
| « | Fa molt de temps, en una galàxia llunyana, molt llunyana... | » |

## Anècdota
Alfred Hitchcock va fer el seu començament en el cinema dibuixant intertítols. En els seves converses amb François Truffaut confessà que “gràcies a la utilització dels títols narratius, es podia canviar la concepció del guió: si un drama havia estat mal rodat o mal interpretat, i resultava ridícul, s'escrivia un diàleg de comèdia i la pel·lícula es convertia en un gran èxit perquè passava a ser una sàtira”.